# F.I.S.T.
F.I.S.T. – amerykański dramat polityczny z 1978 roku w reżyserii Normana Jewisona. 
Większość zdjęć do filmu kręcono w Dubuque w stanie Iowa. Wybrane sceny powstały także w Kalifornii, Waszyngtonie oraz w angielskim mieście przemysłowym Sheffield.

## Fabuła
Rok 1937. Johnny Kovak i Abe Belkin biorą udział w strajku w magazynach bazy transportowej w portowym mieście Cleveland w USA. Strajk kończy się zwolnieniem ich z pracy. Kovak przystępuje do Międzystanowej Federacji Kierowców Ciężarówek (F.I.S.T.), gdzie zajmuje się werbowaniem nowych członków. Dzięki jego charyzmie do Federacji przystępuje znaczna liczba kierowców ciężarówek. Organizują liczne strajki oraz walczą o swoje prawa. Jednak wkrótce pojawiają się problemy.

## Obsada
- Sylvester Stallone - Johnny Kovak
- Rod Steiger - Senator Madison
- Peter Boyle - Max Graham
- Melinda Dillon - Anna Zarinkas
- David Huffman - Abe Belkin
- Kevin Conway - Vince Doyle
- Tony Lo Bianco - Babe Milano
- Cassie Yates - Molly
- Peter Donat - Arthur St. Clair
- John Lehne - Mr. Gant
- Henry Wilcoxon - Win Talbot
- Richard Herd - Mike Monahan
- Tony Mockus Jr. - Tom Higgins
- Ken Kercheval - Bernie Marr